# Gilberto Marley
Gilbert Finney Marley (New Brentford, 21 gennaio 1871 – Blevio, 27 dicembre 1939) è stato un ciclista su strada e dirigente sportivo italiano.

## Biografia
Di origine inglese (di Southampton secondo alcune fonti non precisate), giunse in Italia durante l'infanzia con la famiglia.
Secondo l'Archivio di Stato inglese avente sede a Richmond e le registrazioni censuarie lì presenti prima della sua partenza, Gilbert è risultato nato e battezzato a New Brentford (Middlesex), borgo che solo successivamente fu aggregato alla Grande Londra così come il South Norwood Park di Croydon (Surrey) dove la sua famiglia risiedeva, mentre lui abitava a Milano con lo zio Albert in corso di Porta Romana 17.
Iniziò a gareggiare a 14 anni prendendo parte ad una gara ciclistica a Monza nel 1884, gara riservata ai giovinetti, che non aveva vinto ma lo aveva visto protagonista fra i primi arrivati. 
Tra il 1887 e il 1889 fu tre volte consecutive vincitore dei campionati italiani di ciclismo su strada, o "campionati di lunga distanza": gareggiando su biciclo (come d'uso ai tempi), si impose nel 1887 sul percorso Milano-Pavia-Casalpusterlengo-Rogoredo, l'anno dopo sul tracciato piemontese Carmagnola-Saluzzo-Carignano, e nel 1889 sul circuito intorno a Pavia. Questi successi gli valsero il soprannome di "Castigo di Dio".
Conclusa la carriera agonistica nel 1895, il 16 gennaio 1902 fu tra i fondatori, insieme a Romolo Buni, Ambrogio Ferrario e altri sportivi milanesi, dell'US Milanese, ricoprendo le cariche prima di tesoriere e poi di vice-presidente. La società fu inizialmente attiva nel ciclismo, ma si distinse poi anche nel calcio, partecipando a diverse edizioni del campionato di Prima Categoria.
Nel 1909 sposa a Como Clotilde Artaria che con lui condividerà la residenza di Blevio fino alla morte. 
A inizio XX Secolo Marley cominciò l'attività di cronometrista per le allora nascenti competizioni automobilistiche, ciclistiche e aeronautiche. Nel 1906, da cronometrista dell'Automobile Club d'Italia, diede il via alla prima edizione della Targa Florio in Sicilia, mentre nel 1909 fu "mossiere" nella prima tappa del primo Giro d'Italia, organizzato da La Gazzetta dello Sport.
Il 3 novembre 1921 fu quindi tra i fondatori a Milano del Sindacato Italiano Cronometristi Ufficiali, futura Federazione Italiana Cronometristi, organo del CONI.
Sotto la sua guida crebbero i giovani cronometristi italiani: Leonardo Acquati (USM), Carlo Legnazzi (USM), Achille Macoratti e Ripamonti.
Si concentrò anche sulla divulgazione degli aspetti teorici del cronometraggio, elaborando la prima edizione del Prontuario della prima ora per agevolare il calcolo delle velocità di percorrenza nelle gare automobilistiche.
Agente vendite per Pirelli, nel 1922 fu anche, con il ruolo di cassiere e cronometrista, tra i fondatori del Gruppo Sportivo Pirelli.
Fino a 20 giorni prima della sua morte era stato attivo organizzatore di una riunione riservata ai Veterani Ciclisti di cui lui era ancora il vice-presidente.
Recatosi alla sua villa di Blevio nella giornata di Santo Stefano, approfittando della bella giornata, aveva trascorso alcune ore del pomeriggio in barca con i familiari. Solo in tarda serata accusò un forte malore (infarto) che lo portò alla morte malgrado le pronte cure dei familiari.

## Palmarès
- 1887

Campionati italiani, Prova in linea
- 1888

Campionati italiani, Prova in linea
- 1889

Campionati italiani, Prova in linea